# The Balkan Line
The Balkan Line (español: La línea de los Balcanes o Héroes de guerra, ruso: Балканский рубеж, romanizado: Balkanskiy rubezh; serbio: Балканска међа / Balkanska međa) es una película de acción ruso-serbia de 2019 dirigida por Andrey Volgin, que representa la operación secreta del ejército ruso para capturar el aeropuerto de Slatina en Kosovo tras el bombardeo de Yugoslavia, dirigido por Yunús-bek Yevkúrov.
La película se estrenó en Rusia el 21 de marzo de 2019 (tres días antes del vigésimo aniversario de los hechos descritos en la película); fue lanzada por 20th Century Fox CEI) después de la adquisición de 21st Century Fox por parte de Disney.

## Argumento
En 1999, durante el bombardeo de Yugoslavia y la guerra de Kosovo, el aeródromo de Slatina pasa a manos de un batallón del ELK dirigido por un señor de la guerra albanés, Smuk. Posteriormente, agentes del GRU llevan a cabo una operación para capturarles el aeródromo. Los separatistas se dedican a la sustracción de órganos, robos, asesinatos y limpieza étnica.
El oficial del GRU Aslan-Bek Evkhoev y el ex paracaidista convertido en mercenario Andrey Shatalov encabezan un pequeño destacamento encargado de la peligrosa misión de detener a los albanokosovares, tomar el aeródromo y mantenerlo hasta que llegaran refuerzos de las tropas aerotransportadas rusas estacionadas en Bosnia. Las fuerzas de la OTAN, que el equipo abandonará de antemano, así como también rescatarán al interés amoroso de Shatalov, Jasna Blagojević, quien fue capturada para quitarle los órganos, junto con varios prisioneros de etnia serbia.

## Elenco
- Anton Pampushnyy como Andrey Shatalov "Shatay".[5]
- Gosha Kutsenko como Aslan-Bek "Bek" Evkhoev (basado en Yunús-bek Yevkúrov).[6]
- Miloš Biković como Vuk Majevski, oficial de policía yugoslavo.
- Milena Radulović como Jasna Blagojević, doctora.
- Gojko Mitić como Goran Milić, jefe de la comisaría de policía yugoslava.
- Sergey Marin como Ilya Slashchev "Slush".
- Nodari Janelidze como Rustam Mamatgireyev "Girey".
- Kirill Polukhin como Oleg Barmin "Baria", zapador.
- Ravshana Kurkova como Vera Kurbaeva, francotiradora.
- Dmitriy Frid como el Dr. Stern, médico suizo, cómplice de Smuk.
- Srećković como Smuk.
- Svetlana Chuykina como Marta, doctora, asistente del Dr. Stern.
- Miodrag Radonjić como Amir.
- Nikola Randelović como Stevan.
- Roman Kurtsyn como el teniente mayor Nikolay Poltoratskiy, comandante de pelotón.
- Emir Kusturica como taxista.
- Mikhail Khmurov como el general Dmitriy Ivanovich Somov.[7]

## Producción

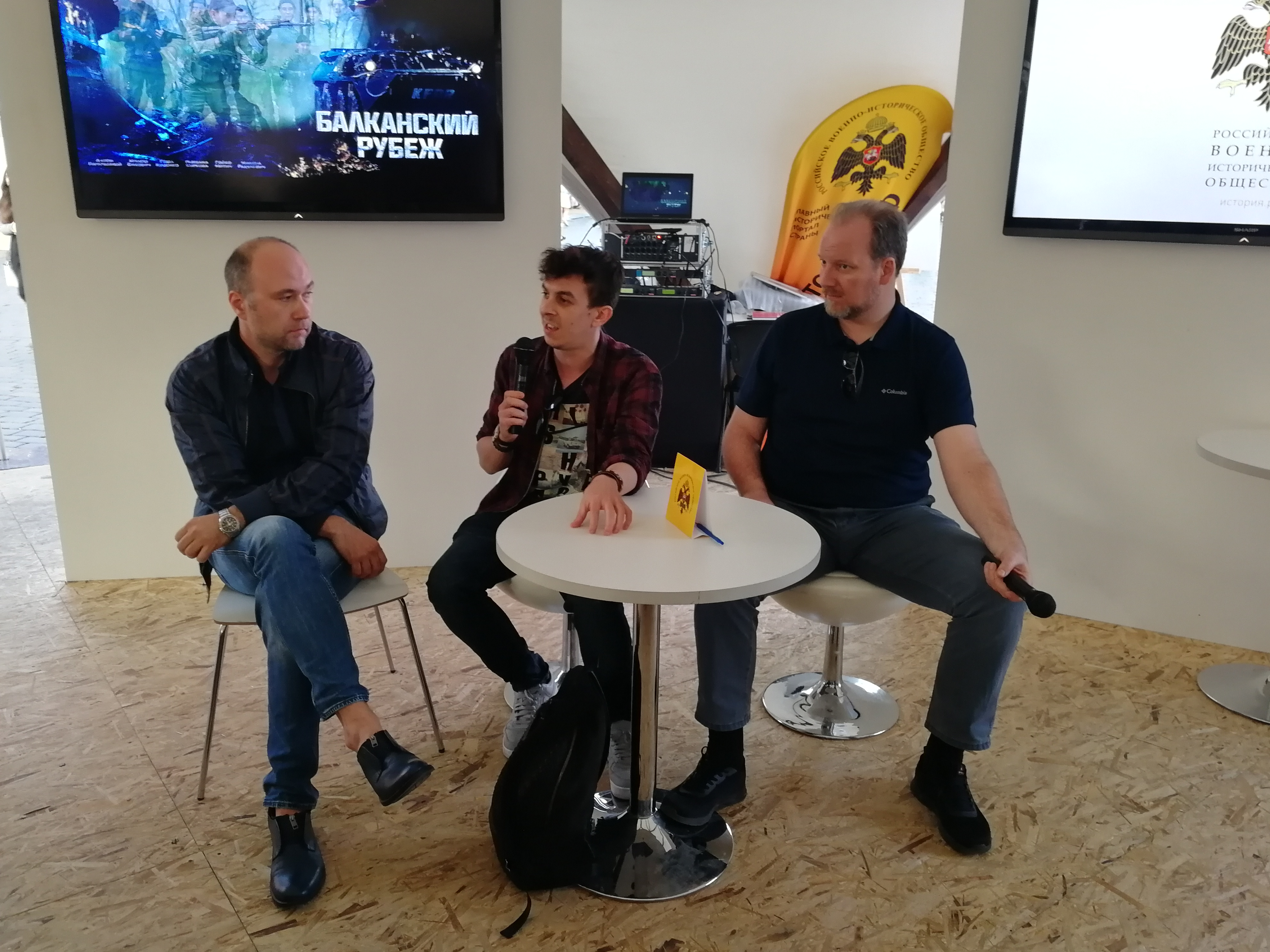
Los creadores de la película The Balkan Line (de izquierda a derecha): Andrey Volgin, Andrey Anaykin, Ivan Naumov.

La idea de crear una película sobre los acontecimientos en Yugoslavia se le ocurrió a Gosha Kutsenko en 2012, durante una conversación con un amigo, el productor eslovaco Vasil Shevts. El escritor Ivan Naumov fue invitado a escribir el guion, quien creó una historia de amor de 600 páginas entre un pacificador ruso y una jovencita serbia. Kutsenko se reunió más tarde con el productor Vadim Byrkin y el general Yunús-bek Yevkúrov, quienes aceptaron ayudarlo. Los detalles reales de la operación en la que participó Yevkúrov (en ese momento, el mayor de las fuerzas especiales del GRU) todavía están bajo el sello del secreto, por lo que los guionistas idearon la trama a su propia discreción, y Yevkúrov les aconsejó sobre la confiabilidad de lo que estaba sucediendo.

## Preparación
A Miloš Biković primero le ofrecieron el papel de un soldado ruso, pero él lo rechazó y decidió que sería más lógico para él interpretar a un serbio en una película conjunta entre Rusia y Serbia. Sin embargo, inmediatamente aceptó ayudar a organizar el rodaje en su tierra natal y se convirtió no solo en actor, sino también en uno de los productores de la película.
Milena Radulović, especialmente para participar en el rodaje de la película, estudió ruso y lo mejoró cada vez, después de lo cual ahora lo habla casi sin acento.
Emir Kusturica desempeñó un pequeño papel como taxista de Belgrado; Según la productora ejecutiva Anastasia Pelevina, al principio el director tuvo que incorporar al equipo del lado serbio, pero sus horarios de trabajo no coincidían.

## Filmación
Para el rodaje, todos los actores que desempeñan el papel de fuerzas especiales pasaron por un intenso entrenamiento de dos meses que se centró en el rodaje y el acondicionamiento físico. El rodaje de locaciones tuvo lugar en Moscú, el Óblast de Moscú, la República de Crimea, Rusia y Serbia.